# Disa paludicola
Disa paludicola är en orkidéart som beskrevs av J.L.Stewart och John Charles Manning. Disa paludicola ingår i släktet Disa och familjen orkidéer.
Artens utbredningsområde är KwaZulu-Natal. Inga underarter finns listade i Catalogue of Life.